# Kralice na Hané
Kralice na Hané är en köping i Tjeckien.   Den ligger i regionen Olomouc, i den östra delen av landet, 210 km öster om huvudstaden Prag. Kralice na Hané ligger 213 meter över havet och antalet invånare är 1 427.
Terrängen runt Kralice na Hané är platt, och sluttar österut.Runt Kralice na Hané är det ganska tätbefolkat, med 93 invånare per kvadratkilometer. Närmaste större samhälle är Prostějov, 5,0 km väster om Kralice na Hané. Trakten runt Kralice na Hané består till största delen av jordbruksmark.